# Phyllidia babai
Phyllidia babai Brunckhorst, 1993 è un mollusco nudibranchio appartenente alla famiglia Phyllidiidae.
L'epiteto specifico è un omaggio al malacologo giapponese Kikutaro Baba (1905–2001).

## Descrizione
Corpo di colore chiaro, traslucido, con protuberanze laterali di colore bianco e gialle sul dorso. Macchie nere con tubercoli bianchi, cerchiate in bianco su tutto il corpo. Rinofori gialli, traslucidi, più chiari alla base. Fino a 7 centimetri.